# Олимпия Калинкачева
Олимпия Калинкачева (на гръцки: Όλυμπία X. Καλλιγκάτση) e гръцка революционерка, деятелка на Гръцката въоръжена пропаганда.

## Биография
Олимпия е омъжена за Христо Калинкачев – виден деец на гръцката пропаганда във Воден. Калинкачева активно подпомага дейността на гръцките андартски чети, заради което български дейци правят два пъти неуспешни опити да я убият. След като Воден попада в Гърция в 1912 година, Калинкачева е наградена с грамота и с Медала на Македонската борба.
Неин син е юристът и политик Парисис Калинкацис.